# Lusitano Vila Real de Santo António
Maillots
Le Lusitano VRSA est un club de football portugais basé à Vila Real de Santo António dans le sud du Portugal en Algarve.

## Historique
Le club passe 3 saisons en Liga Sagres (1re division).
Il obtient son meilleur résultat en D1 lors de la saison 1947-1948, où il se classe 12e du championnat, avec 7 victoires, 3 matchs nuls et 16 défaites.
La dernière présence en 1re division du Lusitano VRSA remonte à la saison 1949-1950.
Le Lusitano VRSA évolue pour la dernière fois en D2 lors de la saison 1989-1990.